# Miltochrista delicata
Miltochrista delicata är en fjärilsart som beskrevs av Moore 1878. Miltochrista delicata ingår i släktet Miltochrista och familjen björnspinnare. Inga underarter finns listade i Catalogue of Life.